# Dicranomyia erythrina
Dicranomyia erythrina är en tvåvingeart som beskrevs av Alexander 1915. Dicranomyia erythrina ingår i släktet Dicranomyia och familjen småharkrankar. Inga underarter finns listade i Catalogue of Life.